# Steve Brine

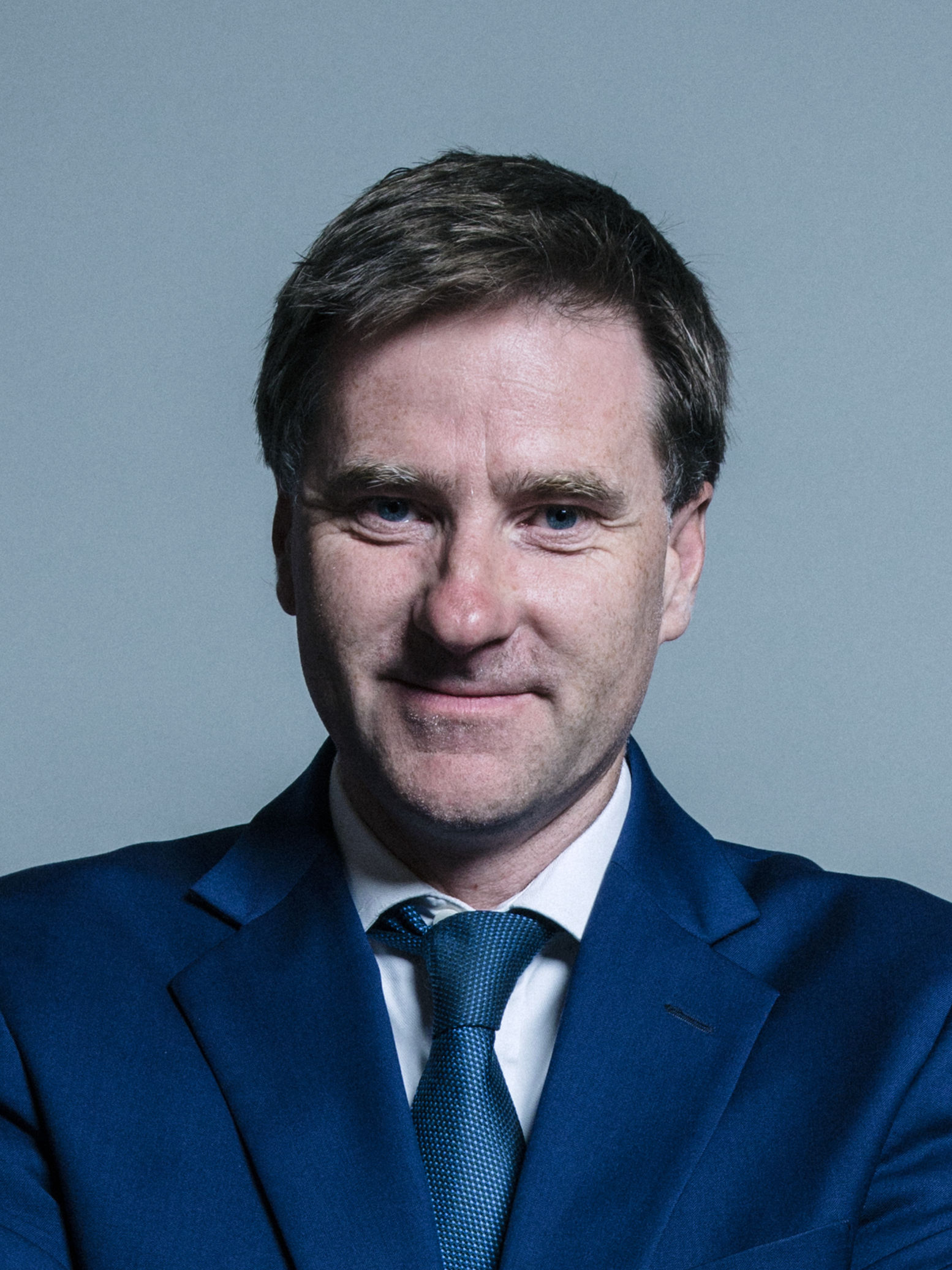
Steve Brine (2017)

Steve Brine (* 28. Januar 1974 in Portsmouth, Hampshire) ist ein britischer Journalist und Politiker der Conservative Party.

## Leben
Brine besuchte die Bohant School und studierte an der Liverpool Hope University Geschichte. Er arbeitet seit jungen Jahren als Journalist für den britischen Radio- und Fernsehsender BBC in verschiedenen Sendungen. Seit 2010 ist Brine Abgeordneter im Britischen Unterhaus. Vom 14. Juni 2017 bis 25. März 2019 war Brine Unterstaatssekretär im Ministerium für Offentliche Gesundheit. Am 4. September 2019 wurde Brine nach seiner parlamentarischen Gegenwehr gegen einen Brexit ohhe EU-Austrittsabkommen aus der Fraktion der Conservative Party ausgeschlossen. Brine ist verheiratet.